# Erythrina chiapasana
Erythrina chiapasana es una especie de planta que pertenece a la familia Fabaceae, algunos de sus nombres comunes son: Colorín, Espadín; Wakash (Tzotzil, Chis).

## Clasificación y descripción
Es un árbol de hasta 12 m de altura, tiene un tallo liso con algunas espinas y copa irregular. La corteza es generalmente muy protuberante, de 1 a 1.5 cm de grosor, lenticelada, ligeramente fisurada con espinas en la parte superior; espinas en forma cónica. La madera es muy suave, de color blanco. Tiene hojas compuestas, trifoliadas, alternas, dispuestas en espiral, glabras, el tamaño es variable; los foliolo mide de 5 a 10 cm de largo, 4 a 7 cm de ancho, el foliolo terminal siempre es más grande; las estipulas son pequeña glandulosas.  Presenta inflorescencias terminales con flores rojas, cáliz persistente, corola color rojo; estambres 10, ovario largo estipitado, con numerosos óvulos. Floración septiembre-octubre. El fruto es una vainas dehiscentes, estipitadas, lineares, color moreno oscuro cuando maduras, fuertemente constrictas; con múltiples semillas rojas. Fructificación de marzo-abril.

## Distribución y ambiente
Es una especie endémica de Chiapas y Guatemala. Se distribuye entre los 1000-2000 m en suelos pedregosos en laderas protegidas o expuestas y forma parte de la transición entre bosques tropicales secos y bosques mesófilos de montaña.

## Usos
Para cercos vivos y para forraje. La madera se utiliza para algunos trabajos artesanales como recipientes.